# Орловский бой
Орловский бой — военное столкновение 1615 года в ходе рейда Лисовского по землям Русского государства. Для противодействия отряду лёгкой польской кавалерии («лисовчиков»), названных так по имени своего предводителя Александра Лисовского, был послан отряд царских ратных людей во главе с князем Дмитрием Пожарским и Степаном Исленьевым.

## Ход событий
Накануне Орловского боя Лисовский неудачно осаждал Брянск, однако затем внезапным ударом смог взять Карачев. Близ Орла в урочище Царёв Брод лагерь лисовчиков был атакован авангардом русского войска под началом Ивана Бобрищева-Пушкина. Хотя при этом сам Лисовский был ранен стрелой из лука, лисовчикам удалось отразить натиск русского авангарда и обратить его в бегство. Вслед за авангардом бежал со своими людьми второй воевода Степан Исленьев. Однако оставшиеся с Пожарским 600 ратников (среди которых было 200 дворян и 40 стрельцов), огородившись обозными телегами, упорно отражали все нападения лисовчиков. Лисовчики понесли заметные потери, у них были отбиты литавры, знамёна, а несколько человек попало в русский плен. Среди сподвижников Пожарского также были потери, в частности был ранен Никита Гагарин, в результате чего впоследствии носил прозвище Сечёная Щека.
До наступления темноты Лисовский так и не смог сломить сопротивление воинов Пожарского. Под покровом ночи к Пожарскому начали возвращаться люди Исленьева и Бобрищева-Пушкина. В следующие дни Лисовский ввиду отчаянного сопротивления русских не решался возобновлять бой, пытаясь выманить русских из укреплений, от чего уклонялся Пожарский. Противники стояли напротив друг друга шесть дней, разделённые речкой Сухой Орлицей. За это время Пожарский прибег к посредничеству имевшихся в его отряде 11 шотландцев («бельских немцев») во главе с капитаном Яковом Шоу, которые вступили в контакт с «немцами» в стане Лисовского и переманили их на царскую службу обещаниями «великого жалованья». Вероятно, это стало одной из причин, по которым Лисовский не стал продолжать битву.

## Итоги битвы
Хотя «Бельский летописец» описывал Орловский бой как победу Лисовского, войско Пожарского не было разгромлено и поля боя не покинуло. Впоследствии оно было даже в состоянии преследовать противника. Однако и Пожарскому не удалось разбить Лисовского и предотвратить его дальнейшие разорительные действия. Быстрым ударом Лисовский взял и сжёг Орёл, воевода которого Даниил Яблочков предварительно бежал и не оказал сопротивления. После Орла Лисовский двинулся под Кромы и на Болхов.